# Florida (Massachusetts)
Florida es un pueblo ubicado en el condado de Berkshire en el estado estadounidense de Massachusetts. En el Censo de 2010 tenía una población de 752 habitantes y una densidad poblacional de 11,81 personas por km².

## Geografía
Florida se encuentra ubicado en las coordenadas 42°40′48″N 73°0′57″O / 42.68000, -73.01583. Según la Oficina del Censo de los Estados Unidos, Florida tiene una superficie total de 63.69 km², de la cual 63.09 km² corresponden a tierra firme y (0.93%) 0.59 km² es agua.

## Demografía
Según el censo de 2010, había 752 personas residiendo en Florida. La densidad de población era de 11,81 hab./km². De los 752 habitantes, Florida estaba compuesto por el 97.07% blancos, el 0.8% eran afroamericanos, el 0.27% eran amerindios, el 0.8% eran asiáticos, el 0% eran isleños del Pacífico, el 0% eran de otras razas y el 1.06% pertenecían a dos o más razas. Del total de la población el 0.66% eran hispanos o latinos de cualquier raza.